# یاووز یاپیجی‌اوغلو
یاووز یاپیجی‌اوغلو (ترکی استانبولی: Yavuz Yapıcıoğlu؛ زادهٔ ۱۹۶۷ (۵۷–۵۸ سال)) آدم‌کشی زنجیره‌ای و آتش‌افروز اهل ترکیه است. از وی به عنوان قاتل پیچ‌گوشتی هم یاد می‌شود. از او به عنوان قاتلی که بیش‌ترین تعداد قربانیان را در ترکیه داشت، یاد می‌شود. با توجه به سوابق و آمار پلیس او مسئول مرگ ۱۸ نفر بین سال‌های ۱۹۹۴ و ۲۰۰۲ است و گرنه شاهدان عینی و بستگانش این تعداد را نزدیک ۴۰ نفر می‌داند.

## زندگی و شرح قتل‌ها
یاووز متولد ۱۹۶۷ شهر آدانا در خانواده پرجمعیت با نه خواهر برادر و به گفته خودش، بدون محبت و عشق از طرف والدینش بزرگ شد. در سالهای ۱۹۹۴ تا ۲۰۰۵ به ۱۸قتل ثابت شده و ۴۲ تا ۵۲ قتل ثابت نشده متهم گشت. پدرش با زن دیگری رابطه داشت و بعد از جدایی از مادرش، یاووز با پدر و نامادری‌اش زندگی می‌کرد. در تمام دوران تحصیل شاگرد اول بود تا اینکه در سال دوم دبیرستان ترک تحصیل و شروع به بازی فوتبال به‌صورت آماتور کرد. بعد از آن در استانبول در مغازه چرمسازی برادرش اشتغال یافت. او پس از آن ازدواج کرد که بعد از سه ماه به طلاق انجامید؛ بعد از آن هم در چرمسازی برادرش مشغول بود تا اینکه در سال ۱۹۹۴ پیرو مکتبی با نام طریقت مه شده و از همان سال،جنایت‌ها و تجاوزها شروع شد. به گفته برادرش بعد از انجام جنایت‌ها آنها را برای او تعریف می‌کرد؛ ۳قتل در آنکارا، یک سرباز و مادربزرگش.
اولین جنایت در سال ۱۹۹۴ و صبح، پس از اینکه دختر همسایه به او صبح بخیر گفت اتفاق افتاد. یاووز با او شروع به دعوا کرد، دعوا بالا گرفت سپس دختر همسایه، نامزد و یکی از دوستان دختر را با چاقو به قتل رساند و در حین فرار ماشینی که رد می‌شد را به زور نگه داشت و راننده را کشت. بعد از دستگیری توسط پلیس به مانند دیوانه‌ها رفتار می‌کرد و به همین دلیل در تیمارستان بستری شد. گفته می‌شود او کاملاً برهنه و عریان در بخش‌ها می‌گشت و فریاد می‌زد من عیسی هستم! بخش را به آتش کشید و با حمله به پرستاران و بیماران آنها را زخمی کرد و بعدها گزارش این اتفاق ضمیمه پرونده جنایی و در سال ۲۰۰۵، مسبب آزادی‌اش شد.
بعد از ترخیص از تیمارستان روبروی یک دبیرستان دخترانه، وارد بحث بین یک دختر دانش آموز و خدمه مدرسه شد و خدمه را با چاقو به قتل رساند، به آدانا فرار کرد، سه نفر را کشت و با اتوبوس به استانبول برگشت؛ وی در تایم ناهار از اتوبوس پیاده شد و برای خرید سیمیت از یک مسافر درخواست پول کرد و هنگامی که مسافر از پرداخت پول خودداری کرد، او را تعقیب کرده و در جایی خلوت به قتل رساند؛ هنگام انجام این جنایت، یکی از مسافران متوجه او شد که او باز هم با تعقیب و بریدن گلوی شاهد قتل او را کشت. بعضی از شواهد حاکی از آنست که در سال ۱۹۹۸ یاووز به یک خانم توریست بلژیکی بستنی گاز زده خودش را تعارف کرد و وقتی توریست درخواستش را رد نمود، او را با چاقو به قتل رساند؛ پس از آن به خانه برادرش در شهر دیگری رفت و درخواست پول کرد ولی برادرش نپذیرفت و در نتیجه، مغازه برادرش را آتش زد. این آتش‌سوزی یاووز را راضی نکرد و خانه دو تا از اقوامشان را هم به آتش کشید با یک تفنگ بادی به خانه پدرش در استانبول رفت و طبق اظهارات پدرش، یاووز در سال ۲۰۰۰ با تفنگ بادی در خانه خودش به او شلیک کرده بود که البته نجات پیدا کرد و زنده ماند. طبق شواهدی، او به خانه مادربزرگش (مادری) رفته و روز سوم اقامتش در آنجا، مادربزرگش راجع به مادرش اظهاری داشت که او را ناراحت کرد با کوبیدن زیرسیگاری به سرش او را کشت.
پس از آن برای بار دوم توسط پلیس دستگیر و باز، به تیمارستان روانه شد که بعد از یک سال مرخص شد و با دوباره آزاد شدن، در ۲۴ آوریل ۲۰۰۲ سه نفر از کارکنان شرکت چرمسازی را در کوچه ملاقات و به قربانیان بعدی خود بدل کرد. 
همچنین وی برای شرکت در نماز جماعت به مسجد رفت که با ممانعت امام جماعت مسجد روبرو شد. در پی این درگیری امام جماعت زخمی و یاووز با مداخله پلیس، دستگیر شد. یاووز در کوچه وقتی با مأموران پلیس روبرو شد فریاد زد:« من پیچ گوشتی رو انداختم و اینها تأثیر تمرینات کونگ فو هست! و برای بار سوم، به تیمارستان فرستاده شد ولی این بار هرچه تلاش کرد تا با تظاهر به دیوانگی و از طریق گزارش دکتر به پلیس به آزادی دست یابد، موفق نشد؛ دکتر یاووز را از لحاظ روحی سالم تشخیص داد و به بازداشتگاه و از آنجا با قرار محکمه به زندان فرستاده شد. طبق تحقیقات پلیس و توضیحات برادرش که از زبان خود یاووز شنیده بود، کاشف به عمل آمد که بین سالهای ۹۲–۹۳ دو دختر دانشجو را در استانبول درحالی‌که یکی از آنها حامله بود توسط او به قتل رسیده و همچنین چندین قربانی دیگر که البته به دلیل عدم وجود ادله و سند محکمه پسند هیچگاه ثابت نشد. با این حساب، تعداد مقتولان همچنان نامشخص است.
یاووز به ۷۴ سال زندان محکوم شد و در حال حاضر نیز در زندان به سر می‌برد.